# Hololoď
Hololoď (v anglickém originále Holoship) je první díl páté řady (a celkově dvacátá pátý) britského kultovního sci-fi sitcomu Červený trpaslík. britského sci-fi Poprvé byla odvysílána na kanálu BBC2 20. února 1992.

## Námět
Posádka Červeného trpaslíka se střetne s lodí tvořenou vysoce inteligentními hologramy, jejich zážitky z tohoto setkání ovšem budou dost odlišné.

## Děj
Posádka Červeného trpaslíka sleduje ve střední sekci Trpaslíka černobílý romantický film. Kocour usnul, avšak Lister je dojatý a Kryton jeho dojetí ještě podporuje. Podle Rimmera je to však nerealistická slátanina; nedokáže pochopit, že její hrdina se vzdal všeho kvůli ženě, kterou již nikdy neuvidí.
Druhý den se setkají s lodí, jejíž posádku tvoří výhradně vysoce inteligentní hologramy, sama je pak tvořena také jen světlem, je to hololoď. Rimmer je přenesen na její palubu, průvodkyní se mu stává kapitánka Nirvanah Craneová. Hololoď se nazývá Osvícení a Rimmer se chce stát za každou cenu členem její posádky. Jeho motivaci ještě posílí zjištění, že každý člen posádky zde musí mít pohlavní styk nejméně dvakrát denně (v zájmu zdraví) a loď dokonce disponuje palubou speciálně určenou pro sex a milostné hrátky. Odmítnutí nabídky ke styku je pak vrcholem nevychovanosti. Kapitán Platini Rimmerovi namítá, že není důstojníkem. Ten se hájí tím, že prakticky velí Červenému trpaslíku čtyři roky. Avšak Osvícení má již plné stavy a Rimmera tak čeká náročný test, ve kterém bude muset porazit počítačem vybraného člena posádky (jenž bude v případě Arnieho vítězství vymazán).
Kapitán Craneová Rimmera pozve, aby si s ní pár hodin zasouložil. Zamilují se do sebe, ale svým citům se brání, protože na Osvícení je láska považována za pouhou krátkodobou hormonální úchylku a každopádně za něco překonaného. Arnold se vrátí na Červeného trpaslíka a přiměje Krytona, aby mu implantoval mozkový štěp, čímž se zvýší jeho IQ. Operace proběhne úspěšně a Rimmer se vrací na hololoď, aby absolvoval test. Za jeho soupeře je vybrána Craneová, což Arnold neví. Arnie vede, ale pak jeho imunitní reakce štěp odmítne a jemu se sníží inteligence na jeho běžnou úroveň. V panice se vrací na Červeného trpaslíka, jehož posádka mezitím již začala hledat za Rimmera náhradu v řadách hologramů na Osvícení. Chce, aby mu Kryton dal nový mozkový štěp. Kryton trvá na tom, že je to nemožné a Arnie se rozhodne ze zkoušky odstoupit. Na Osvícení se setká s Craneovou, ta se diví proč odstupuje, když vyhrává. Přizná se jí se svým podvodem, ta je nejprve rozhořčena, ale když vidí jak moc Arnold touží stát se důstojníkem na Osvícení, slíbí mu, že se jím stane.
Craneová ze zkoušky odstoupí. Rimmer se stává navigačním důstojníkem Osvícení, ale když zjistí, kdo byl jeho soupeřem, požádá kapitána Platiniho o své propuštění, aby se Nirvanah Craneová mohla vrátit. Jako hrdina filmu na počátku epizody se tak vzdává své kariéry a budoucnosti kvůli ženě, kterou miluje a jíž víckrát nespatří.

## Zajímavosti
- Hololoď Osvícení má nulovou hmotnost a nemá molekulární strukturu. Posádka čítá necelé 2 000 hologramů, samí vysocí důstojníci. Průměrné IQ posádky se blíží hodnotě 200. Podlaží 3 125 má název „Sport a milostné hry“.
- Epizoda překročila standardní stopáž o celých osm minut. Aby se dosáhlo správné délky, bylo mnoho scén a efektů vypuštěno. Za oběť střihačským nůžkám padla i scéna, v níž Rimmer prosí Holly o pomoc po svém nezdařeném mozkovém štěpu a Holly ho napíná, aby pak s neskrývaným potěšením odmítla.
- „Založila jsem svůj charakter na Joanně Lumleyové,“ prozradila Jane Horrocksová, představitelka Nirvany Craneové. Horrocksovou bavilo hrát Rimmerovu první opravdovou lásku, ale přiznala, že pro ni bylo těžké naučit se svůj text.
- Hololoď se stala jedním z nejnápadnějších efektů. „Byl to Paul McGuiness, jeden z mých asistentů, jenž ji vytvořil,“ prozradil Peter Wragg, tvůrce speciálních efektů. „Sám ji navrhl a sám ji vyrobil. Je celá z plexiskla, protože jsme chtěli vzbudit dojem holografické lodi tím, že bude částečně průhledná. Myslím, že nasnímaný výsledek je úchvatný. Jen bych řekl, že jsme Paulův model nedocenili dostatečně. Měli jsme udělat více záběrů, abychom ho dostatečně předvedli.“

## Kulturní reference
- Lister připomíná Krále králů jako příklad filmů, jež Rimmer shledává nerealistickými.
- Kryton uvádí Alberta Einsteina jako doklad toho, že nejsme posuzováni výhradně podle svého aktuálního zaměstnání (Einstein byl v době, kdy vytvořil Speciální teorii relativity bezvýznamným úředníkem švýcarského patentového úřadu).
- Rimmer se táže, zda sám Sv. František z Assisi neřekl: "Nikdy nedej dvakrát stejnou šanci blbovi." Kryton mu na to odvětí, že i kdyby to řekl, nikdo by to nezveřejnil.